# Cocytia ribbei
Cocytia ribbei là một loài bướm đêm trong họ Erebidae.